# 506 Маріон
506 Маріон (506 Marion) — астероїд головного поясу, відкритий 17 лютого 1903 року Раймондом Смітом Дуґаном у Гейдельберзі.
Тіссеранів параметр щодо Юпітера — 3,158.